# PK (film)
PK is een Indiase drama-komische film van Rajkumar Hirani.

## Verhaallijn
De film vertelt het verhaal van een buitenaards wezen dat niet terug kan naar zijn planeet omdat hij zijn zender verloren is. Hij leert zich te mengen onder de mensen en via ontmoetingen komt hij zo in Delhi.
Op humoristische wijze worden diverse aspecten van de menselijke samenleving bekritiseerd. Vooral uiterlijkheden en misstanden van religie, alsmede de traditionele haat van veel hindoes ten aanzien van Pakistani worden zo kritisch behandeld.
Op een gegeven moment raakt het buitenaardse wezen ervan overtuigd, dat God (Hindi: Bhagwan) hem zijn zender kan terugbezorgen. Hij raakt verontwaardigd dat hij zijn zender niet krijgt als hij een offer heeft gebracht in een hindoetempel en wordt daar weggewerkt. Vervolgens wordt hij een kerk uitgezet omdat hij daar een hindoe-offer bij een beeld van Jezus wil brengen. In de kerk leert hij, dat wijn belangrijk is in de eredienst, waarop hij twee flessen wijn koopt waarmee hij in de richting van een moskee loopt. Boze moslims jagen hem daar weg, en op allerlei plekken jagen mensen van verschillende religies en denominaties hem weg, omdat hij niet op de hoogte is van de juiste conventies en gebruiken. Uiteindelijk besluit hij, alle religies aan te nemen omdat de godheid die hem zijn zender kan terugbezorgen dan zeker erbij zal zijn. De zender wordt gevonden in een hindoetempel, waar een hindoeprediker de mensen in de zaal hierover blijkt te bedriegen. Aan het einde van het verhaal wordt de hindoeprediker ontmaskerd en krijgt het buitenaardse wezen zijn zender weer terug, waarmee hij naar zijn planeet kan terugkeren.

## Rolverdeling
- Aamir Khan als PK, menselijke alien
- Anushka Sharma als Jagat "Jaggu" Janani Sahani
- Sushant Singh Rajput als Sarfaraz Yousuf
- Sanjay Dutt als Bhairon 'Bhaia' Singh
- Boman Irani als Cherry Bajwa
- Saurabh Shukla als Tapasvi Maharaj
- Parikshit Sahni als Jayprakash Sahni
- Amardeep Jha als Mevr. Sahni
- Ram Sethi als de oude man in België
- Sai Gundewar als de Belgische kaartenverkoper
- Rohitash Gaud als agent Pandey
- Ranbir Kapoor als alien uit PK's planeet (gastoptreden)

## Locaties
Een deel van de film werd gefilmd op locaties in Brugge.

## Records
- PK behaalde in het openingsweekend een van de hoogste opbrengsten die ooit in India waren behaald.[1][2]
- PK was in Noord-Amerika de hoogst genoteerde Indiase film ooit en stond in 2015 op de derde plaats qua kaartopbrengsten.[3]